# Monkhaen Kaenkoon
Monkhaen Kaenkoon, (en thaï มนต์แคน แก่นคูน,), né Kittikhun Boonkhamchun (en thaï กิตติคุณ บุญค้ำจุน), le 20 juillet 1973 dans la province de Yasothon en Thaïlande, est un chanteur de musiques traditionnelles thaïlandaise appelées luk thung et mor lam. 
En 2021, Monkaen est le chanteur thaïlandais le plus regardé sur You Tube en Thaïlande avec 808 millions de vues. 

## Biographie
Monkhaen Kaenkhoon est chanteur depuis 1991.

## Discographie

### Siangsiam
- 1991 - Lam Pluearn Lam Rock (ลำเพลิน ลำร็อค)
- 1992 - Lam Pluearn Lam Rock 2 (ลำเพลิน ลำร็อค 2)

### RS Promotion / R-Siam
- 1993 - Top Hit Look Toong Mahatorntarn 1 (ท็อปฮิต ลูกทุ่งมาตรฐาน 1)
- 1996 - Khem Phorn Klaeng Pi (เข็มพรแกล้งพี่)

### Grammy Gold (GMM Grammy)
- 2005 - Yang Koay Thee Soai Derm[7] (ยังคอยที่ซอยเดิม)
- 2006 - Yam Tor Khor Toe Haa (ยามท้อขอโทรหา
- 2008 - Sang Fan Duai Kan Bor (สร้างฝันด้วยกันบ่)
- 2009 - Roang Bgan Pit Kid Hot Nong (โรงงานปิดคิดฮอดน้อง)
- 2010 - Fan Eek Krang Tong Pueng Ther (ฝันอีกครึ่งต้องพึ่งเธอ)

- 2011 - Chanson สิงห์คะนองลำ (Sing Khanong Lam) (avec Maithai Huajaisin)
- 2012 - Trong Nan Kue Na Thee Trong Nee Kue Hua Jai (ตรงนั้นคือหน้าที่ ตรงนี้คือหัวใจ)
- 2016 - Hai Khao Rak Ther Muean Ther Rak Khaw (ให้เขารักเธอ เหมือนเธอรักเขา)
- 2018 - Ai Hak Khaw Toan Jao Bor Hak (อ้ายฮักเขา ตอนเจ้าบ่ฮัก)
- 2020 - Pai Ruai Ow Dap Nah (ไปรวยเอาดาบหน้า)